# Villa Solms (Hannover)

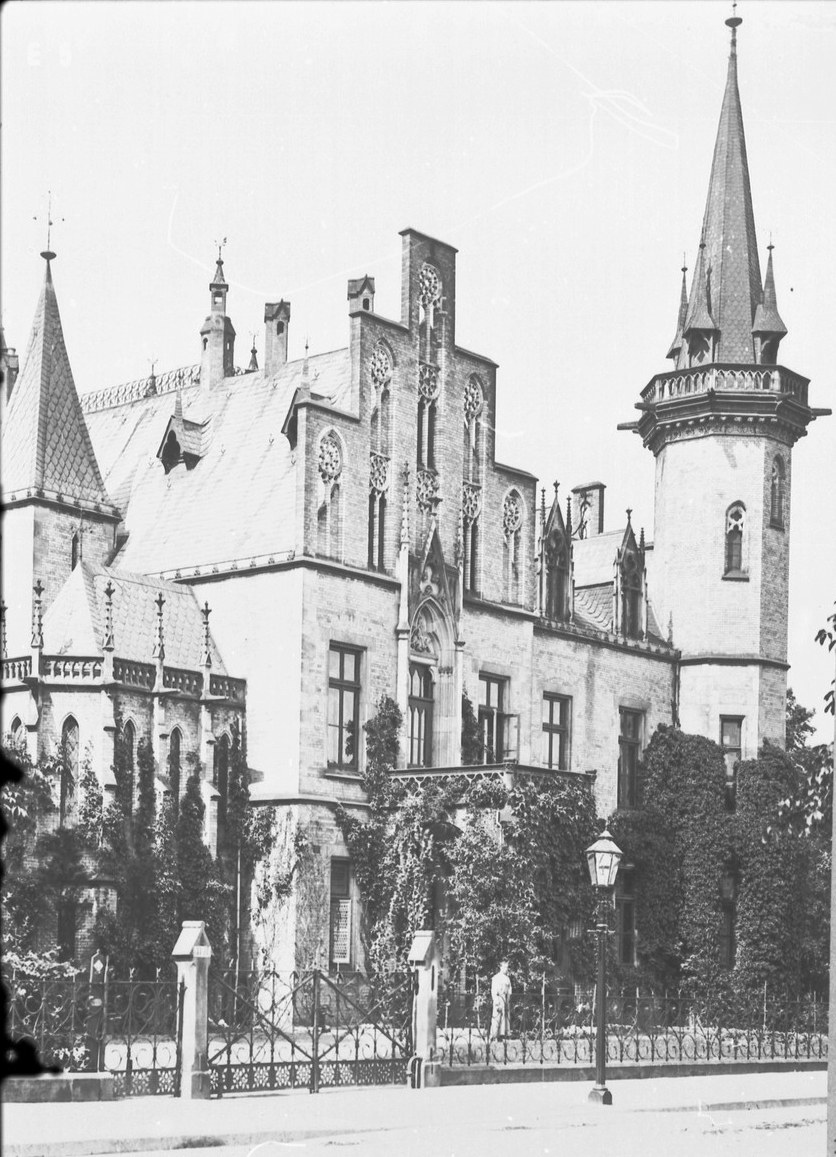
Villa Solms vor dem Georgengarten, Jägerstraße 14;
Fotografie von 1891; Bildarchiv Foto Marburg

Die Villa Solms in Hannover war eine 1863 von dem Architekten Edwin Oppler erbaute Villa für den preußischen Prinzen Wilhelm zu Solms-Braunfels. Mit dem im Stil der Neugotik aufwändig ausgestalteten Bauwerk einschließlich der Ausstattung sämtlicher Räume und der etwa zeitgleich errichteten Villa Wedel wirkte Oppler „in Deutschland bahnbrechend“: Er zog damit das Interesse „großer, vermögender Kreise“ auf sich und erhielt durch die mit dem Prinzen entstandene Freundschaft Zugang zur Hofgesellschaft im Königreich Hannover.

## Baubeschreibung
Der aus hellem Back- und Sandstein errichtete Bau wirkte äußerlich „malerisch mit hohen Dächern, Staffelgiebeln, Thurm, Kapelle“ und Balkons. Die „schöne Durchbildung der Details“ setzte sich in der Villa mit einer reich ausgestalteten Inneneinrichtung fort.